# Amărăștii de Jos (gmina)
Amărăștii de Jos – gmina w Rumunii, w okręgu Dolj. Obejmuje miejscowości Amărăștii de Jos, Ocolna i Prapor. W 2011 roku liczyła 5520 mieszkańców.